# Police militaire des Forces canadiennes

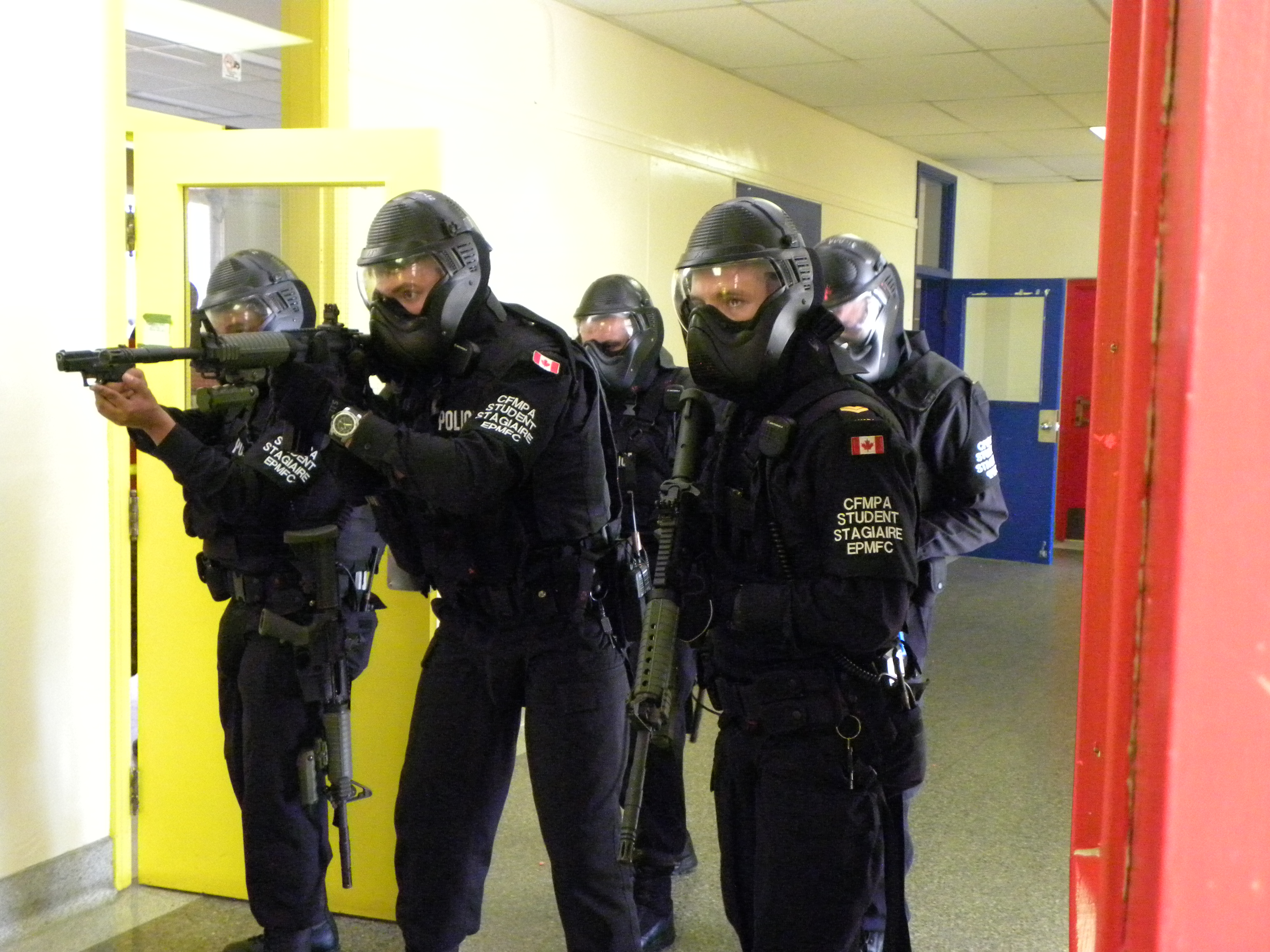
Des Policiers militaires canadiens à l'entrainement. Leurs armes sont la carabine C8 et le pistolet C24.

La police militaire des Forces canadiennes fournit des services de police militaire aux Forces canadiennes.

## Histoire
La police militaire canadienne a été fondée le 15 septembre 1917.

## Description
Elle possède le pouvoir d'appliquer à la fois le code criminel canadien et, contrairement aux membres de la police civile, la loi sur la Défense nationale et les ordres et règlements des Forces canadiennes. Dans ce sens, les policiers militaires peuvent mettre en état d'arrestation les civils et les membres des Forces canadiennes, peu importe leur rang.
La devise officielle de la branche est Securitas, mot latin pour « sécuriser ».